# Liga EBA 2017-18
La Liga EBA 2017–18 fue la 24.ª edición, siendo la cuarta división del baloncesto español. La temporada comenzó en septiembre de 2017 y acabó en mayo de 2018 con el playoff de ascenso a LEB Plata.

## Formato
En la liga regular los equipos fueron divididos en cinco conferencias atendiendo a criterios geográficos. Las conferencias A, C y D estaban divididas a su vez en dos grupos:
- Conferencia A: 2 grupos de 16 equipos (A-A y A-B) de Galicia, Asturias, Cantabria, Castilla y León, Navarra, La Rioja y  País Vasco
- Conferencia B: 1 grupo de 16 de Canarias, Castilla-La Mancha y Comunidad de Madrid
- Conferencia C: 2 grupos de 14 equipos (C-A y C-B) de Aragón, Cataluña e Islas Baleares
- Conferencia D: 2 grupos de 10 equipos (D-A y D-B) de Andalucía, Extremadura, Ceuta y Melilla
- Conferencia E: 1 grupo de 10 equipos  de la Comunidad Valenciana y Región de Murcia

### Fase de ascenso
Los tres equipos mejor clasificados de cada conferencia y el cuarto del conferencia E (conferencia con el campeón de la temporada anterior) jugaron la fase final de ascenso. 
Los 16 equipos clasificados se distribuyeron en cuatro grupos de esta forma:
(El ganador de cada conferencia podía optar a organizar la fase final de cada grupo)
| Grupo 1 | Grupo 2 | Grupo 3 | Grupo 4 |
| ------- | ------- | ------- | ------- |
| 1E      | 1A      | 1B      | 1C      |
| 2C      | 2B      | 2A      | 1D      |
| 2D      | 2E      | 3C      | 3A      |
| 3B      | 4E      | 3D      | 3E      |

En cada grupo jugaron todos contra todos a una sola vuelta (tres jornadas). Ascenderían a  LEB Plata los cuatro campeones de grupo.

### Descensos
| Conferencia | Equipos | Definición de los descendidos |
| ----------- | ------- | --- |
| A           | 11      | - 12.º-16.º del grupo A-A - 12.º-16.º del grupo A-B - El peor 11.º                                                                      |
| B           | 4       | - 13.º-16.º de la Conferencia B |
| C           | 4       | - 14.º del grupo C-A - 14.º del grupo C-B - El perdedor eliminatoria 12.º C-A y 13.º C-B - El perdedor eliminatoria 12.º C-B y 13.º C-A |
| D           | 3       | - 8.º-10.º del grupo D Permanencia |
| E           | 2       | - 5.º- 6.º del grupo E Permanencia |

## Liga regular

### Conferencia A

#### Grupo A-A
| Pos. | Equipo                       | PJ | G  | P  | PF   | PC   | DP   | Pts | Clasificación o descenso                       |
| ---- | ---------------------------- | -- | -- | -- | ---- | ---- | ---- | --- | ---------------------------------------------- |
| 1    | Igualitorio Cantabria Estela | 30 | 28 | 2  | 2414 | 2062 | +352 | 58  | Clasificado para la Fase Final                 |
| 2    | HA Zornotza                  | 30 | 28 | 2  | 2695 | 2185 | +510 | 58  | Clasificado para los playoffs de clasificación |
| 3    | Gallofa                      | 30 | 21 | 9  | 2314 | 2113 | +201 | 51  | Clasificado para los playoffs de clasificación |
| 4    | Easo Loquillo                | 30 | 21 | 9  | 2250 | 1932 | +318 | 51  |                                                |
| 5    | CB Santurtzi SK              | 30 | 18 | 12 | 2124 | 2019 | +105 | 48  |                                                |
| 6    | Pas Piélagos                 | 30 | 17 | 13 | 2482 | 2421 | +61  | 47  |                                                |
| 7    | Universidad de Burgos        | 30 | 16 | 14 | 2312 | 2309 | +3   | 46  |                                                |
| 8    | Megacalzado Ardoi            | 30 | 14 | 16 | 2236 | 2255 | −19  | 44  |                                                |
| 9    | Universidad de Valladolid    | 30 | 14 | 16 | 2282 | 2389 | −107 | 44  |                                                |
| 10   | CB La Flecha                 | 30 | 13 | 17 | 2097 | 2209 | −112 | 43  |                                                |
| 11   | Grupo de Santiago Automoción | 30 | 13 | 17 | 2255 | 2357 | −102 | 43  | Posible descenso a Primera División            |
| 12   | Ordizia-Basoa Banaketak      | 30 | 9  | 21 | 2191 | 2329 | −138 | 39  | Descenso a Primera División                    |
| 13   | CB Valle de Egüés            | 30 | 9  | 21 | 2005 | 2202 | −197 | 39  | Descenso a Primera División                    |
| 14   | Mondragon Unibersitatea      | 30 | 9  | 21 | 2178 | 2314 | −136 | 39  | Descenso a Primera División                    |
| 15   | Ulacia Grupo ZKE             | 30 | 6  | 24 | 1974 | 2242 | −268 | 36  | Descenso a Primera División                    |
| 16   | CBT Gimnástica Sport-Café    | 30 | 4  | 26 | 1924 | 2395 | −471 | 34  | Descenso a Primera División                    |

 Fuente: Liga EBA

#### Grupo A-B
| Pos. | Equipo                                | PJ | G  | P  | PF   | PC   | DP   | Pts | Clasificación o descenso                       |
| ---- | ------------------------------------- | -- | -- | -- | ---- | ---- | ---- | --- | ---------------------------------------------- |
| 1    | Marín Ence Peixe Galego               | 30 | 30 | 0  | 2623 | 1989 | +634 | 60  | Clasificado para la Fase Final                 |
| 2    | Gijón Basket                          | 30 | 22 | 8  | 2433 | 2313 | +120 | 52  | Clasificado para los playoffs de clasificación |
| 3    | Ucoga Seguros CB Chantada             | 30 | 21 | 9  | 2315 | 2136 | +179 | 51  | Clasificado para los playoffs de clasificación |
| 4    | ULE Ingenova Fundación CB León        | 30 | 18 | 12 | 2279 | 2276 | +3   | 48  |                                                |
| 5    | Santo Domingo Betanzos                | 30 | 18 | 12 | 2345 | 2253 | +92  | 48  |                                                |
| 6    | Estudiantes Lugo Leyma Natura         | 30 | 16 | 14 | 2431 | 2306 | +125 | 46  |                                                |
| 7    | Aquimisa Carbajosa                    | 30 | 15 | 15 | 2311 | 2204 | +107 | 45  |                                                |
| 8    | Baloncesto Narón                      | 30 | 15 | 15 | 2363 | 2361 | +2   | 45  |                                                |
| 9    | Innova Chef                           | 30 | 14 | 16 | 2592 | 2573 | +19  | 44  |                                                |
| 10   | Río Ourense Termal B                  | 30 | 14 | 16 | 2028 | 2035 | −7   | 44  |                                                |
| 11   | Res. Las Encinas Ciudad de Ponferrada | 30 | 14 | 16 | 2472 | 2384 | +88  | 44  | Posible descenso a Primera División            |
| 12   | Instituto Rosalía de Castro           | 30 | 11 | 19 | 2179 | 2277 | −98  | 41  | Descenso a Primera División                    |
| 13   | Leyma Básquet Coruña B                | 30 | 10 | 20 | 2305 | 2517 | −212 | 40  | Descenso a Primera División                    |
| 14   | CB Culleredo                          | 30 | 9  | 21 | 2162 | 2448 | −286 | 39  | Descenso a Primera División                    |
| 15   | Obradoiro Silleda B                   | 30 | 8  | 22 | 2039 | 2251 | −212 | 38  | Descenso a Primera División                    |
| 16   | Baloncesto Venta de Baños             | 30 | 5  | 25 | 2121 | 2675 | −554 | 35  | Descenso a Primera División                    |

 Fuente: Liga EBA

#### Finales

##### Playoff para los primeros
El vencedor de este enfrentamiento se convertiría en una de las cuatro sedes de los grupos para la Fase Final. El partido fue jugado el 5 de mayo en el Pabellón de A Raña en Marín.
| Equipo 1                | Resultado | Equipo 2                     |
| ----------------------- | --------- | ---------------------------- |
| Marín Ence Peixe Galego | 73–66     | Igualitorio Cantabria Estela |

##### Clasificación para los playoffs
El ganador se clasificó para la Fase Final. Los partidos fueron jugados durante el 5 y 6 de mayo en el Palacio de Deportes de Gijón.
|  | Semifinales               | Semifinales |             |    | Final | Final |
|  |                           |             |             |    |       |       |
|  |                           |             |             |    |       |       |
|  |                           |             |             |    |       |       |
|  | HA Zornotza               | 69          |             |    |       |       |
|  | HA Zornotza               | 69          |             |    |       |       |
|  | Ucoga Seguros CB Chantada | 50          |             |    |       |       |
|  | Ucoga Seguros CB Chantada | 50          | HA Zornotza | 81 |       |       |
|  |                           |             | HA Zornotza | 81 |       |       |
|  |                           | Gallofa     | 66          |    |       |       |
|  | Gijón Basket              | Gallofa     | 66          | 67 |       |       |
|  | Gijón Basket              |             |             | 67 |       |       |
|  | Gallofa                   | 84          |             |    |       |       |
|  | Gallofa                   | 84          |             |    |       |       |

#### Participantes a la Fase final de la conferencia A
Se clasificaron 3 equipos para disputar la Fase de Ascenso a Liga LEB Plata.
| Bandera de Galicia      | Bandera de Cantabria         | Bandera del País Vasco |
| Marín Ence Peixe Galego | Igualitorio Cantabria Estela | HA Zornotza            |
| Clasificado como 1.º A  | Clasificado como 2.º A       | Clasificado como 3.º A |
| ----------------------- | ---------------------------- | ---------------------- |

### Conferencia B
| Pos. | Equipo                        | PJ | G  | P  | PF   | PC   | DP   | Pts | Clasificación o descenso       |
| ---- | ----------------------------- | -- | -- | -- | ---- | ---- | ---- | --- | ------------------------------ |
| 1    | Afanion CB Almansa            | 30 | 25 | 5  | 2484 | 2170 | +314 | 55  | Clasificado para la Fase Final |
| 2    | Isover Basket Azuqueca        | 30 | 23 | 7  | 2549 | 2278 | +271 | 53  | Clasificado para la Fase Final |
| 3    | CB Villarrobledo              | 30 | 23 | 7  | 2443 | 2226 | +217 | 53  | Clasificado para la Fase Final |
| 4    | Real Madrid B                 | 30 | 23 | 7  | 2325 | 2093 | +232 | 53  |                                |
| 5    | Lujisa Guadalajara Basket     | 30 | 21 | 9  | 2332 | 2188 | +144 | 51  |                                |
| 6    | Náutico KIA Tenerife          | 30 | 15 | 15 | 2323 | 2272 | +51  | 45  |                                |
| 7    | Movistar Estudiantes B        | 30 | 15 | 15 | 2220 | 2158 | +62  | 45  |                                |
| 8    | NCS Alcobendas                | 30 | 15 | 15 | 2283 | 2199 | +84  | 45  |                                |
| 9    | Uros de Rivas Bon Lar         | 30 | 13 | 17 | 2268 | 2329 | −61  | 43  |                                |
| 10   | Gran Canaria B                | 30 | 12 | 18 | 2291 | 2357 | −66  | 42  |                                |
| 11   | Estudio                       | 30 | 11 | 19 | 2323 | 2437 | −114 | 41  |                                |
| 12   | Globalcaja Quintanar          | 30 | 11 | 19 | 2275 | 2317 | −42  | 41  |                                |
| 13   | Aloe Plus Lanzarote Conejeros | 30 | 11 | 19 | 2357 | 2499 | −142 | 41  | Descenso a Primera División    |
| 14   | Novum Energy Liceo Francés    | 30 | 9  | 21 | 2395 | 2570 | −175 | 39  | Descenso a Primera División    |
| 15   | Eurocolegio Casvi             | 30 | 9  | 21 | 2195 | 2510 | −315 | 39  | Descenso a Primera División    |
| 16   | Maramajo Teguise Lanzarote    | 30 | 4  | 26 | 1904 | 2364 | −460 | 34  | Descenso a Primera División    |

 Fuente: Liga EBA

#### Participantes a la Fase final de la conferencia B
Se clasificaron 3 equipos para disputar la Fase de Ascenso a Liga LEB Plata.
| Bandera de Castilla-La Mancha | Bandera de Castilla-La Mancha | Bandera de Castilla-La Mancha |
| Afanion CB Almansa            | Isover Basket Azuqueca        | CB Villarrobledo              |
| Clasificado como 1.º B        | Clasificado como 2.º B        | Clasificado como 3.º B        |
| ----------------------------- | ----------------------------- | ----------------------------- |

### Conferencia C

#### Grupo C-A
| Pos. | Equipo                      | PJ | G  | P  | PF   | PC   | DP   | Pts | Clasificación o descenso           |
| ---- | --------------------------- | -- | -- | -- | ---- | ---- | ---- | --- | ---------------------------------- |
| 1    | Vive - El Masnou Basquetbol | 26 | 19 | 7  | 1939 | 1814 | +125 | 45  | Clasificado para la Final Four     |
| 2    | Club Bàsquet Menorca        | 26 | 19 | 7  | 1942 | 1759 | +183 | 45  | Clasificado para la Final Four     |
| 3    | Bàsquet Girona              | 26 | 17 | 9  | 1988 | 1885 | +103 | 43  |                                    |
| 4    | Aracena AEC Collblanc       | 26 | 17 | 9  | 2016 | 1951 | +65  | 43  |                                    |
| 5    | Arenys Bàsquet - Joventut   | 26 | 15 | 11 | 1967 | 1843 | +124 | 41  |                                    |
| 6    | Ibersol CB Tarragona        | 26 | 14 | 12 | 1824 | 1837 | −13  | 40  |                                    |
| 7    | Oic Penta UB Sant Adrià     | 26 | 13 | 13 | 1943 | 1902 | +41  | 39  |                                    |
| 8    | Coalci - CB Sant Josep      | 26 | 13 | 13 | 1971 | 2038 | −67  | 39  |                                    |
| 9    | Mataró Parc Boet            | 26 | 13 | 13 | 2030 | 2095 | −65  | 39  |                                    |
| 10   | Barberà Team Values         | 26 | 10 | 16 | 1838 | 1892 | −54  | 36  |                                    |
| 11   | CB Quart-Germans Cruz       | 26 | 9  | 17 | 1853 | 1911 | −58  | 35  |                                    |
| 12   | BBA Castelldefels           | 26 | 9  | 17 | 1934 | 1971 | −37  | 35  | Juegan los playoffs de permanencia |
| 13   | Club Bàsquet Roser          | 26 | 8  | 18 | 1795 | 1923 | −128 | 34  | Juegan los playoffs de permanencia |
| 14   | CB Cantaires Tortosa        | 26 | 6  | 20 | 1923 | 2142 | −219 | 32  | Descenso a Primera División        |

 Fuente: Liga EBA

#### Grupo C-B
| Pos. | Equipo                            | PJ | G  | P  | PF   | PC   | DP   | Pts | Clasificación o descenso           |
| ---- | --------------------------------- | -- | -- | -- | ---- | ---- | ---- | --- | ---------------------------------- |
| 1    | CB Vic - Universitat de Vic       | 26 | 22 | 4  | 2197 | 1840 | +357 | 48  | Clasificado para la Final Four     |
| 2    | Ilerdauto Nissan Pardinyes Lleida | 26 | 19 | 7  | 1970 | 1777 | +193 | 45  | Clasificado para la Final Four     |
| 3    | CB Igualada                       | 26 | 18 | 8  | 2060 | 1818 | +242 | 44  |                                    |
| 4    | CB Valls Nutrion                  | 26 | 17 | 9  | 1982 | 1909 | +73  | 43  |                                    |
| 5    | Palma Air Europa B                | 26 | 16 | 10 | 2023 | 1959 | +64  | 42  |                                    |
| 6    | Recambios Gaudí CB Mollet         | 26 | 15 | 11 | 1991 | 1966 | +25  | 41  |                                    |
| 7    | CB Cornellà                       | 26 | 14 | 12 | 1889 | 1870 | +19  | 40  |                                    |
| 8    | Simply Olivar                     | 26 | 13 | 13 | 2067 | 2016 | +51  | 39  |                                    |
| 9    | Mataró Feimat                     | 26 | 11 | 15 | 1885 | 1827 | +58  | 37  |                                    |
| 10   | Jac Sants                         | 26 | 10 | 16 | 1762 | 1838 | −76  | 36  |                                    |
| 11   | CB Castellbisbal                  | 26 | 8  | 18 | 1807 | 1992 | −185 | 34  |                                    |
| 12   | BC MoraBanc Andorra B             | 26 | 8  | 18 | 1886 | 2059 | −173 | 34  | Juegan los playoffs de permanencia |
| 13   | CB Salt                           | 26 | 7  | 19 | 1776 | 2048 | −272 | 33  | Juegan los playoffs de permanencia |
| 14   | CB Cerdanyola Al Dia              | 26 | 4  | 22 | 1565 | 1941 | −376 | 30  | Descenso a Primera División        |

 Fuente: Liga EBA

#### Finales

##### Final Four
El vencedor de esta Final Four se convertiría en una de las cuatro sedes de los grupos para la Fase Final. El segundo y tercero clasificados también se clasificarían para la Fase Final. Los partidos fueron jugados entre 5 y 6 de mayo en el Pabellón Municipal de Deportes de Vich.
|  | Semifinales                       | Semifinales          |                             |    | Final | Final |
|  |                                   |                      |                             |    |       |       |
|  |                                   |                      |                             |    |       |       |
|  |                                   |                      |                             |    |       |       |
|  | Vive - El Masnou Basquetbol       | 86                   |                             |    |       |       |
|  | Vive - El Masnou Basquetbol       | 86                   |                             |    |       |       |
|  | Ilerdauto Nissan Pardinyes Lleida | 82                   |                             |    |       |       |
|  | Ilerdauto Nissan Pardinyes Lleida | 82                   | Vive - El Masnou Basquetbol | 56 |       |       |
|  |                                   |                      | Vive - El Masnou Basquetbol | 56 |       |       |
|  |                                   | Club Bàsquet Menorca | 79                          |    |       |       |
|  | CB Vic - Universitat de Vic       | Club Bàsquet Menorca | 79                          | 67 |       |       |
|  | CB Vic - Universitat de Vic       |                      |                             | 67 |       |       |
|  | Club Bàsquet Menorca              | 72                   |                             |    |       |       |
|  | Club Bàsquet Menorca              | 72                   | Tercer y cuarto puesto      |    |       |       |
|  |                                   |                      |                             |    |       |       |
|  |                                   |                      |                             |    |       |       |
|  |                                   |                      |                             |    |       |       |
|  | Ilerdauto Nissan Pardinyes Lleida | 71                   |                             |    |       |       |
|  | Ilerdauto Nissan Pardinyes Lleida | 71                   |                             |    |       |       |
|  | CB Vic - Universitat de Vic       | 92                   |                             |    |       |       |

##### Playoffs de permanencia
Los ganadores de los enfrentamientos mantendrían la categoría en Liga EBA, los perdedores descenderían a Primera División. La ida fue jugada entre 5 y 6 de mayo, la vuelta entre el 12 y el 13 del mismo.
| Equipo 1           | Agr.    | Equipo 2              | Ida   | Vuelta |
| ------------------ | ------- | --------------------- | ----- | ------ |
| CB Salt            | 124-147 | BBA Castelldefels     | 75-64 | 49-83  |
| Club Bàsquet Roser | 138-148 | BC MoraBanc Andorra B | 77-72 | 61-76  |

#### Participantes a la Fase final de la conferencia C
Se clasificaron 3 equipos para disputar la Fase de Ascenso a Liga LEB Plata.
| Bandera de las Islas Baleares | Bandera de Cataluña         | Bandera de Cataluña         |
| Club Bàsquet Menorca          | Vive - El Masnou Basquetbol | CB Vic - Universitat de Vic |
| Clasificado como 1.º C        | Clasificado como 2.º C      | Clasificado como 3.º C      |
| ----------------------------- | --------------------------- | --------------------------- |

### Conferencia D

#### Grupo D-A
| Pos. | Equipo                           | PJ | G  | P  | PF   | PC   | DP   | Pts | Clasificación                             |
| ---- | -------------------------------- | -- | -- | -- | ---- | ---- | ---- | --- | ----------------------------------------- |
| 1    | CB Cazorla Jaén Paraíso Interior | 18 | 14 | 4  | 1632 | 1485 | +147 | 32  | Clasificado para el grupo D Clasificación |
| 2    | CB Marbella La Cañada            | 18 | 13 | 5  | 1460 | 1352 | +108 | 31  | Clasificado para el grupo D Clasificación |
| 3    | Forus Medacbasket                | 18 | 12 | 6  | 1470 | 1384 | +86  | 30  | Clasificado para el grupo D Clasificación |
| 4    | CAM Enrique Soler                | 18 | 10 | 8  | 1477 | 1418 | +59  | 28  | Clasificado para el grupo D Clasificación |
| 5    | Ecoculture CB Almería            | 18 | 10 | 8  | 1560 | 1574 | −14  | 28  | Clasificado para el grupo D Clasificación |
| 6    | CB Deportivo Coín                | 18 | 9  | 9  | 1463 | 1498 | −35  | 27  | Clasificado para el grupo D Permanencia   |
| 7    | Unicaja B                        | 18 | 8  | 10 | 1362 | 1401 | −39  | 26  | Clasificado para el grupo D Permanencia   |
| 8    | CB Novaschool                    | 18 | 8  | 10 | 1333 | 1403 | −70  | 26  | Clasificado para el grupo D Permanencia   |
| 9    | CB Andújar Jaén Paraíso Interior | 18 | 3  | 15 | 1311 | 1427 | −116 | 21  | Clasificado para el grupo D Permanencia   |
| 10   | Multiópticas Baza                | 18 | 3  | 15 | 1322 | 1448 | −126 | 21  | Clasificado para el grupo D Permanencia   |

 Fuente: Liga EBA

#### Grupo D-B
| Pos. | Equipo                          | PJ | G  | P  | PF   | PC   | DP   | Pts | Clasificación                             |
| ---- | ------------------------------- | -- | -- | -- | ---- | ---- | ---- | --- | ----------------------------------------- |
| 1    | ICOM UDEA                       | 18 | 16 | 2  | 1439 | 1210 | +229 | 34  | Clasificado para el grupo D Clasificación |
| 2    | Oh!Tels ULB                     | 18 | 11 | 7  | 1426 | 1331 | +95  | 29  | Clasificado para el grupo D Clasificación |
| 3    | Huelva                          | 18 | 10 | 8  | 1304 | 1304 | 0    | 28  | Clasificado para el grupo D Clasificación |
| 4    | Yosiquesé                       | 18 | 9  | 9  | 1312 | 1263 | +49  | 27  | Clasificado para el grupo D Clasificación |
| 5    | Jaguarzo Adepla Basket          | 18 | 9  | 9  | 1423 | 1440 | −17  | 27  | Clasificado para el grupo D Clasificación |
| 6    | Alba IBS Club Baloncesto Utrera | 18 | 8  | 10 | 1311 | 1299 | +12  | 26  | Clasificado para el grupo D Permanencia   |
| 7    | Benahavís Costa del Sol         | 18 | 8  | 10 | 1279 | 1289 | −10  | 26  | Clasificado para el grupo D Permanencia   |
| 8    | DKV San Fernando                | 18 | 8  | 10 | 1222 | 1253 | −31  | 26  | Clasificado para el grupo D Permanencia   |
| 9    | Telwi CB San Juan               | 18 | 7  | 11 | 1351 | 1423 | −72  | 25  | Clasificado para el grupo D Permanencia   |
| 10   | Real Betis Energía Plus B       | 18 | 4  | 14 | 1234 | 1489 | −255 | 22  | Clasificado para el grupo D Permanencia   |

 Fuente: Liga EBA

#### Segunda fase

##### Grupo D Clasificación
| Pos. | Equipo                           | PJ | G  | P  | PF   | PC   | DP   | Pts | Clasificación                  |
| ---- | -------------------------------- | -- | -- | -- | ---- | ---- | ---- | --- | ------------------------------ |
| 1    | CB Cazorla Jaén Paraíso Interior | 18 | 14 | 4  | 1627 | 1414 | +213 | 32  | Clasificado para la Fase Final |
| 2    | CB Marbella La Cañada            | 18 | 12 | 6  | 1469 | 1309 | +160 | 30  | Clasificado para la Fase Final |
| 3    | CAM Enrique Soler                | 18 | 12 | 6  | 1484 | 1357 | +127 | 30  | Clasificado para la Fase Final |
| 4    | Ecoculture CB Almería            | 18 | 12 | 6  | 1521 | 1533 | −12  | 30  |                                |
| 5    | Forus Medacbasket                | 18 | 10 | 8  | 1479 | 1395 | +84  | 28  |                                |
| 6    | ICOM UDEA                        | 18 | 10 | 8  | 1346 | 1307 | +39  | 28  |                                |
| 7    | Yosiquesé                        | 18 | 6  | 12 | 1319 | 1380 | −61  | 24  |                                |
| 8    | Huelva                           | 18 | 6  | 12 | 1298 | 1390 | −92  | 24  |                                |
| 9    | Oh!Tels ULB                      | 18 | 5  | 13 | 1231 | 1400 | −169 | 23  |                                |
| 10   | Jaguarzo Adepla Basket           | 18 | 3  | 15 | 1403 | 1692 | −289 | 21  |                                |

 Fuente: Liga EBA

##### Grupo D Permanencia
| Pos. | Equipo                           | PJ | G  | P  | PF   | PC   | DP  | Pts | Descenso                    |
| ---- | -------------------------------- | -- | -- | -- | ---- | ---- | --- | --- | --------------------------- |
| 1    | Multiópticas Baza                | 18 | 12 | 6  | 1374 | 1310 | +64 | 30  |                             |
| 2    | Alba IBS Club Baloncesto Utrera  | 18 | 11 | 7  | 1348 | 1267 | +81 | 29  |                             |
| 3    | CB Deportivo Coín                | 18 | 10 | 8  | 1335 | 1390 | −55 | 28  |                             |
| 4    | CB Novaschool                    | 18 | 10 | 8  | 1361 | 1357 | +4  | 28  |                             |
| 5    | Benahavís Costa del Sol          | 18 | 10 | 8  | 1390 | 1301 | +89 | 28  |                             |
| 6    | Unicaja B                        | 18 | 8  | 10 | 1336 | 1311 | +25 | 26  |                             |
| 7    | DKV San Fernando                 | 18 | 8  | 10 | 1284 | 1305 | −21 | 26  |                             |
| 8    | CB Andújar Jaén Paraíso Interior | 18 | 8  | 10 | 1311 | 1319 | −8  | 26  | Descenso a Primera División |
| 9    | Real Betis Energía Plus B        | 18 | 7  | 11 | 1203 | 1302 | −99 | 25  | Descenso a Primera División |
| 10   | Telwi CB San Juan                | 18 | 6  | 12 | 1322 | 1402 | −80 | 24  | Descenso a Primera División |

 Fuente: Liga EBA

#### Participantes a la Fase final de la conferencia D
Se clasificaron 3 equipos para disputar la Fase de Ascenso a Liga LEB Plata.
| Bandera de Andalucía             | Bandera de Andalucía   | Bandera de Melilla     |
| CB Cazorla Jaén Paraíso Interior | CB Marbella La Cañada  | CAM Enrique Soler      |
| Clasificado como 1.º D           | Clasificado como 2.º D | Clasificado como 3.º D |
| -------------------------------- | ---------------------- | ---------------------- |

### Conferencia E
| Pos. | Equipo                    | PJ | G  | P  | PF   | PC   | DP   | Pts | Clasificación                             |
| ---- | ------------------------- | -- | -- | -- | ---- | ---- | ---- | --- | ----------------------------------------- |
| 1    | Hispagán UPB Gandía       | 22 | 18 | 4  | 1919 | 1649 | +270 | 40  | Clasificado para el grupo E Clasificación |
| 2    | UCAM Murcia B             | 22 | 16 | 6  | 1644 | 1489 | +155 | 38  | Clasificado para el grupo E Clasificación |
| 3    | Valencia BC B             | 22 | 16 | 6  | 1646 | 1497 | +149 | 38  | Clasificado para el grupo E Clasificación |
| 4    | Servigroup Benidorm       | 22 | 14 | 8  | 1717 | 1589 | +128 | 36  | Clasificado para el grupo E Clasificación |
| 5    | Power Electronics Paterna | 22 | 13 | 9  | 1714 | 1622 | +92  | 35  | Clasificado para el grupo E Clasificación |
| 6    | L'Alfàs PN Serra Gelada   | 21 | 13 | 8  | 1638 | 1574 | +64  | 34  | Clasificado para el grupo E Clasificación |
| 7    | UPCT Basket Cartagena     | 22 | 10 | 12 | 1591 | 1630 | −39  | 32  | Clasificado para el grupo E Permanencia   |
| 8    | Refitel Bàsquet Llíria    | 22 | 10 | 12 | 1655 | 1658 | −3   | 32  | Clasificado para el grupo E Permanencia   |
| 9    | CB Puerto Sagunto         | 22 | 8  | 14 | 1557 | 1700 | −143 | 30  | Clasificado para el grupo E Permanencia   |
| 10   | IPS Aldaia                | 22 | 7  | 15 | 1589 | 1713 | −124 | 29  | Clasificado para el grupo E Permanencia   |
| 11   | UA Fundación Lucentum B   | 22 | 4  | 18 | 1413 | 1606 | −193 | 26  | Clasificado para el grupo E Permanencia   |
| 12   | CB Innova Begastri        | 21 | 2  | 19 | 1378 | 1734 | −356 | 23  | Clasificado para el grupo E Permanencia   |

 Fuente: Liga EBA

#### Segunda fase

##### Grupo E Clasificación
| Pos. | Equipo                    | PJ | G  | P  | PF   | PC   | DP  | Pts | Clasificación                  |
| ---- | ------------------------- | -- | -- | -- | ---- | ---- | --- | --- | ------------------------------ |
| 1    | Hispagán UPB Gandía       | 15 | 11 | 4  | 1247 | 1161 | +86 | 26  | Clasificado para la Fase Final |
| 2    | Valencia BC B             | 15 | 10 | 5  | 1170 | 1078 | +92 | 25  | Clasificado para la Fase Final |
| 3    | Servigroup Benidorm       | 15 | 8  | 7  | 1155 | 1181 | −26 | 23  | Clasificado para la Fase Final |
| 4    | L'Alfàs PN Serra Gelada   | 15 | 6  | 9  | 1108 | 1157 | −49 | 21  | Clasificado para la Fase Final |
| 5    | UCAM Murcia B             | 15 | 6  | 9  | 1087 | 1122 | −35 | 21  |                                |
| 6    | Power Electronics Paterna | 15 | 4  | 11 | 1114 | 1182 | −68 | 19  |                                |

 Fuente: Liga EBA

##### Grupo E Permanencia
| Pos. | Equipo                  | PJ | G  | P  | PF   | PC   | DP   | Pts | Descenso                    |
| ---- | ----------------------- | -- | -- | -- | ---- | ---- | ---- | --- | --------------------------- |
| 1    | Refitel Bàsquet Llíria  | 15 | 11 | 4  | 1209 | 1060 | +149 | 26  |                             |
| 2    | CB Puerto Sagunto       | 15 | 10 | 5  | 1140 | 1107 | +33  | 25  |                             |
| 3    | UPCT Basket Cartagena   | 15 | 9  | 6  | 1125 | 1071 | +54  | 24  |                             |
| 4    | UA Fundación Lucentum B | 15 | 7  | 8  | 1035 | 1029 | +6   | 22  |                             |
| 5    | IPS Aldaia              | 15 | 6  | 9  | 1071 | 1108 | −37  | 21  | Descenso a Primera División |
| 6    | CB Innova Begastri      | 15 | 2  | 13 | 1013 | 1218 | −205 | 17  | Descenso a Primera División |

 Fuente: Liga EBA

#### Participantes a la Fase final de la conferencia E
Se clasificaron 4 equipos para disputar la Fase de Ascenso a Liga LEB Plata.
| Bandera de la Comunidad Valenciana | Bandera de la Comunidad Valenciana | Bandera de la Comunidad Valenciana | Bandera de la Comunidad Valenciana |
| Hispagán UPB Gandía                | Valencia BC B                      | Servigroup Benidorm                | L'Alfàs PN Serra Gelada            |
| Clasificado como 1.º E             | Clasificado como 2.º E             | Clasificado como 3.º E             | Clasificado como 4.º E             |
| ---------------------------------- | ---------------------------------- | ---------------------------------- | ---------------------------------- |

## Fase final
Los 16 equipos clasificados fueron divididos en cuatro grupos de cuatro equipos. El primer clasificado en cada conferencia sería sede de grupo, jugando un formato de todos contra todos a una sola vuelta.
El ganador de cada grupo ascendería a LEB Plata.

### Grupo 1 –Gandía
| Pos. | Grp | Equipo                      | PJ | G | P | PF  | PC  | DP  | Pts | Ascenso              |
| ---- | --- | --------------------------- | -- | - | - | --- | --- | --- | --- | -------------------- |
| 1    | 3B  | CB Villarrobledo (P)        | 3  | 3 | 0 | 238 | 221 | +17 | 6   | Asciende a LEB Plata |
| 2    | 2D  | CB Marbella La Cañada       | 3  | 2 | 1 | 240 | 231 | +9  | 5   |                      |
| 3    | 2C  | Vive - El Masnou Basquetbol | 3  | 1 | 2 | 235 | 234 | +1  | 4   |                      |
| 4    | 1E  | Hispagán UPB Gandía (H)     | 3  | 0 | 3 | 227 | 254 | −27 | 3   |                      |

 Fuente: Liga EBA
| 18 de mayo de 2018 | CB Villarrobledo | 77–74        | CB Marbella La Cañada |  |
|                    |                  |              |                       |  |
|                    |                  | Estadísticas |                       |  |

| 18 de mayo de 2018 | Hispagán UPB Gandía | 78–83        | Vive - El Masnou Basquetbol |  |
|                    |                     |              |                             |  |
|                    |                     | Estadísticas |                             |  |

| 19 de mayo de 2018 | Vive - El Masnou Basquetbol | 74–76        | CB Villarrobledo |  |
|                    |                             |              |                  |  |
|                    |                             | Estadísticas |                  |  |

| 19 de mayo de 2018 | Hispagán UPB Gandía | 76–86        | CB Marbella La Cañada |  |
|                    |                     |              |                       |  |
|                    |                     | Estadísticas |                       |  |

| 20 de mayo de 2018 | Vive - El Masnou Basquetbol | 78–80        | CB Marbella La Cañada |  |
|                    |                             |              |                       |  |
|                    |                             | Estadísticas |                       |  |

| 20 de mayo de 2018 | Hispagán UPB Gandía | 73–85        | CB Villarrobledo |  |
|                    |                     |              |                  |  |
|                    |                     | Estadísticas |                  |  |

### Grupo 2 –Marín
| Pos. | Grp | Equipo                         | PJ | G | P | PF  | PC  | DP  | Pts | Ascenso              |
| ---- | --- | ------------------------------ | -- | - | - | --- | --- | --- | --- | -------------------- |
| 1    | 1A  | Marín Ence Peixe Galego (H, P) | 3  | 3 | 0 | 223 | 201 | +22 | 6   | Asciende a LEB Plata |
| 2    | 2B  | Isover Basket Azuqueca         | 3  | 2 | 1 | 225 | 196 | +29 | 5   |                      |
| 3    | 4E  | L'Alfàs PN Serra Gelada        | 3  | 1 | 2 | 198 | 219 | −21 | 4   |                      |
| 4    | 2E  | Valencia BC B                  | 3  | 0 | 3 | 216 | 246 | −30 | 3   |                      |

 Fuente: Liga EBA
| 18 de mayo de 2018 | Valencia BC B | 72–81        | L'Alfàs PN Serra Gelada |  |
|                    |               |              |                         |  |
|                    |               | Estadísticas |                         |  |

| 18 de mayo de 2018 | Marín Ence Peixe Galego | 74–62        | Isover Basket Azuqueca |  |
|                    |                         |              |                        |  |
|                    |                         | Estadísticas |                        |  |

| 19 de mayo de 2018 | Isover Basket Azuqueca | 81–68        | Valencia BC B |  |
|                    |                        |              |               |  |
|                    |                        | Estadísticas |               |  |

| 19 de mayo de 2018 | Marín Ence Peixe Galego | 65–63        | L'Alfàs PN Serra Gelada |  |
|                    |                         |              |                         |  |
|                    |                         | Estadísticas |                         |  |

| 20 de mayo de 2018 | L'Alfàs PN Serra Gelada | 54–82        | Isover Basket Azuqueca |  |
|                    |                         |              |                        |  |
|                    |                         | Estadísticas |                        |  |

| 20 de mayo de 2018 | Valencia BC B | 76–84        | Marín Ence Peixe Galego |  |
|                    |               |              |                         |  |
|                    |               | Estadísticas |                         |  |

### Grupo 3 –Almansa
| Pos. | Grp | Equipo                       | PJ | G | P | PF  | PC  | DP  | Pts | Ascenso              |
| ---- | --- | ---------------------------- | -- | - | - | --- | --- | --- | --- | -------------------- |
| 1    | 1B  | Afanion CB Almansa (H, P)    | 3  | 3 | 0 | 260 | 222 | +38 | 6   | Asciende a LEB Plata |
| 2    | 3C  | CB Vic - Universitat de Vic  | 3  | 2 | 1 | 248 | 221 | +27 | 5   |                      |
| 3    | 2A  | Igualitorio Cantabria Estela | 3  | 1 | 2 | 220 | 234 | −14 | 4   |                      |
| 4    | 3D  | CAM Enrique Soler            | 3  | 0 | 3 | 191 | 242 | −51 | 3   |                      |

 Fuente: Liga EBA
| 18 de mayo de 2018 | Igualitorio Cantabria Estela | 75–71        | CAM Enrique Soler |  |
|                    |                              |              |                   |  |
|                    |                              | Estadísticas |                   |  |

| 18 de mayo de 2018 | Afanion CB Almansa | 94–84        | CB Vic - Universitat de Vic |  |
|                    |                    |              |                             |  |
|                    |                    | Estadísticas |                             |  |

| 19 de mayo de 2018 | Igualitorio Cantabria Estela | 67–78        | CB Vic - Universitat de Vic |  |
|                    |                              |              |                             |  |
|                    |                              | Estadísticas |                             |  |

| 19 de mayo de 2018 | Afanion CB Almansa | 81–60        | CAM Enrique Soler |  |
|                    |                    |              |                   |  |
|                    |                    | Estadísticas |                   |  |

| 20 de mayo de 2018 | CAM Enrique Soler | 60–86        | CB Vic - Universitat de Vic |  |
|                    |                   |              |                             |  |
|                    |                   | Estadísticas |                             |  |

| 20 de mayo de 2018 | Afanion CB Almansa | 85–78        | Igualitorio Cantabria Estela |  |
|                    |                    |              |                              |  |
|                    |                    | Estadísticas |                              |  |

### Grupo 4 –Mahón
| Pos. | Grp | Equipo                           | PJ | G | P | PF  | PC  | DP  | Pts | Ascenso              |
| ---- | --- | -------------------------------- | -- | - | - | --- | --- | --- | --- | -------------------- |
| 1    | 1C  | Club Bàsquet Menorca (H, P)      | 3  | 3 | 0 | 270 | 216 | +54 | 6   | Asciende a LEB Plata |
| 2    | 3A  | HA Zornotza                      | 3  | 2 | 1 | 239 | 230 | +9  | 5   |                      |
| 3    | 1D  | CB Cazorla Jaén Paraíso Interior | 3  | 1 | 2 | 250 | 267 | −17 | 4   |                      |
| 4    | 3E  | Servigroup Benidorm              | 3  | 0 | 3 | 226 | 272 | −46 | 3   |                      |

 Fuente: Liga EBA
| 18 de mayo de 2018 | HA Zornotza | 92–82        | CB Cazorla Jaén Paraíso Interior |  |
|                    |             |              |                                  |  |
|                    |             | Estadísticas |                                  |  |

| 18 de mayo de 2018 | Club Bàsquet Menorca | 89–84        | Servigroup Benidorm |  |
|                    |                      |              |                     |  |
|                    |                      | Estadísticas |                     |  |

| 19 de mayo de 2018 | CB Cazorla Jaén Paraíso Interior | 67–104       | Club Bàsquet Menorca |  |
|                    |                                  |              |                      |  |
|                    |                                  | Estadísticas |                      |  |

| 19 de mayo de 2018 | HA Zornotza | 82–71        | Servigroup Benidorm |  |
|                    |             |              |                     |  |
|                    |             | Estadísticas |                     |  |

| 20 de mayo de 2018 | Servigroup Benidorm | 71–101       | CB Cazorla Jaén Paraíso Interior |  |
|                    |                     |              |                                  |  |
|                    |                     | Estadísticas |                                  |  |

| 20 de mayo de 2018 | Club Bàsquet Menorca | 77–65        | HA Zornotza |  |
|                    |                      |              |             |  |
|                    |                      | Estadísticas |             |  |

## Postemporada
Ascendieron a LEB Plata:
| - Marín Ence Peixe Galego (Campeones). - Afanion CB Almansa (Subcampeones). - Club Bàsquet Menorca. - CB Villarrobledo. |  | - CB Vic - Universitat de Vic (por la ampliación de la LEB Plata a 24 equipos). - HA Zornotza (por la ampliación de la LEB Plata a 24 equipos). - Isover Basket Azuqueca (por la ampliación de la LEB Plata a 24 equipos). - Igualitorio Cantabria Estela (por la ampliación de la LEB Plata a 24 equipos). - Bàsquet Girona (por la ampliación de la LEB Plata a 24 equipos). |

Descendieron de LEB Plata:
- CB Martorell.
- Agustinos Leclerc.
- (  Xuven Cambados renunció a la Liga EBA y se inscribió en Primera División).
- (  Aquimisa Laboratorios - Queso Zamorano continuó en la LEB Plata al ocupar vacantes).

Descendieron a Primera División:
| - CBT Gimnástica Sport Café. - Ulacia Grupo ZKE. - Baloncesto Venta de Baños. - Obradoiro Silleda B. - Leyma Básquet Coruña B. - Maramajo Teguise Lanzarote. |  | - CB Cerdanyola Al Dia. - CB Cantaires Tortosa. - Club Bàsquet Roser. - Telwi CB San Juan. - CB Innova Begastri. |

- (  Mondragon Unibersitatea,  CB Valle de Egüés,  Ordizia Basoa Banaketak,  Grupo de Santiago Automoción,  CB Culleredo,
 Instituto Rosalía de Castro,  Eurocolegio Casvi,  Novum Energy Liceo Francés,  Aloe Plus Lanzarote Conejeros,  CB Salt,
  Real Betis Energía Plus B,  CB Andújar Jaén Paraíso Interior y  IPS Aldaia no descendieron al ocupar vacantes).

Renunciaron a la Liga EBA:
- Río Ourense Termal B.
- Aracena AEC Collblanc.
- Forus Medacbasket.
- Jaguarzo Adepla Basket.
- UA Fundación Lucentum B.

Ascendieron desde Primera División:
| - Porriño Baloncesto Base. - Liberbank Oviedo Baloncesto B. - CB Solares. - Goierri - Iparragirre 2020. - Zentro Basket Madrid. - CB Pozuelo Arrabe Asesores. - Club Baloncesto Aridane. - Autocares Rodríguez Daimiel. |  | - Tenea - CB Esparreguera. - CB Salou. - FC Martinenc Bàsquet. - SE Santa Eulàlia. - Alfindén CB. - Flanigan Calvià. - Jaén Paraíso Interior CB Martos. - CB San Fernando. |  | - Cáceres Ciudad del Baloncesto B. - Guillén Group Alginet. - Sonia Bath Godella. - CB Benicarló. - Hero Jairis. - Cartago Telecom Estudiantes Cartagena. |

- (  SD Tui,  RGC Covadonga,   CD San Agustín León,   Hernani KE,  RC Labradores y
  Baloncesto Ciudad de Badajoz renunciaron al ascenso).

La Liga EBA continuaría con 107 equipos en la siguiente temporada.